# Supercopa Italiana de Voleibol Masculino de 2023
A Supercopa Italiana de Voleibol Masculino de 2023, oficialmente Del Monte Supercoppa Italia Superlega por questão de patrocínio, foi a 28.ª edição desta competição organizada anualmente pela Lega Pallavolo Serie A, consórcio de clubes filiado à Federação Italiana de Voleibol (FIPAV), que ocorreu nos dias 31 de outubro e 1 de novembro de 2023, na comuna de Biella, na região de Piemonte.
De virada, a equipe do Perugia conquistou seu quinto título da Supercopa, sendo o quarto nas últimas cinco edições, ao derrotar o Cucine Lube Civitanova por 3 sets a 2. O oposto tunisiano Wassim Ben Tara foi eleito o melhor jogador da competição.

## Regulamento
O torneio foi estruturado nas fases semifinais e final.

## Equipes participantes
As seguintes equipes se qualificaram para a Supercopa Italiana de 2023.
| Equipe                       | Qualificação                                                |
| ---------------------------- | ----------------------------------------------------------- |
| Cucine Lube Civitanova       | Finalista da SuperLega de 2022–23                           |
| Gas Sales Bluenergy Piacenza | Campeão da Copa Itália de 2022–23                           |
| Sir Safety Susa Vim Perugia  | Melhor classificado na fase regular da SuperLega de 2022–23 |
| Itas Trentino                | Finalista da SuperLega de 2022–23                           |

## Local das partidas
| Biella, Itália    |
| Biella Forum      |
| ----------------- |
|                   |
| Capacidade: 5 507 |

## Resultados
|  | Semifinais                   | Semifinais             |                             |   | Final | Final |
|  |                              |                        |                             |   |       |       |
|  | 31 de outubro                |                        |                             |   |       |       |
|  |                              |                        |                             |   |       |       |
|  | Itas Trentino                | 1                      |                             |   |       |       |
|  | Itas Trentino                | 1                      | 1 de novembro               |   |       |       |
|  | Sir Safety Susa Vim Perugia  | 3                      |                             |   |       |       |
|  | Sir Safety Susa Vim Perugia  | 3                      | Sir Safety Susa Vim Perugia | 3 |       |       |
|  | 31 de outubro                |                        | Sir Safety Susa Vim Perugia | 3 |       |       |
|  |                              | Cucine Lube Civitanova | 2                           |   |       |       |
|  | Gas Sales Bluenergy Piacenza | Cucine Lube Civitanova | 2                           | 0 |       |       |
|  | Gas Sales Bluenergy Piacenza |                        |                             | 0 |       |       |
|  | Cucine Lube Civitanova       | 3                      |                             |   |       |       |
|  | Cucine Lube Civitanova       | 3                      |                             |   |       |       |

- As partidas seguem o horário local (UTC+2).

#### Semifinais
| Data   | Hora  |                              | Placar |                             | Set 1 | Set 2 | Set 3 | Set 4 | Set 5 | Total | Relatório |
| ------ | ----- | ---------------------------- | ------ | --------------------------- | ----- | ----- | ----- | ----- | ----- | ----- | --------- |
| 31 out | 17:30 | Itas Trentino                | 1–3    | Sir Safety Susa Vim Perugia | 25–20 | 22–25 | 23–25 | 18–25 |       | 88–95 | Relatório |
| 31 out | 20:30 | Gas Sales Bluenergy Piacenza | 0–3    | Cucine Lube Civitanova      | 22–25 | 16–25 | 18–25 |       |       | 56–75 | Relatório |

#### Final
| Data  | Hora  |                        | Placar |                             | Set 1 | Set 2 | Set 3 | Set 4 | Set 5 | Total   | Relatório |
| ----- | ----- | ---------------------- | ------ | --------------------------- | ----- | ----- | ----- | ----- | ----- | ------- | --------- |
| 1 nov | 17:00 | Cucine Lube Civitanova | 2–3    | Sir Safety Susa Vim Perugia | 25–22 | 25–23 | 21–25 | 32–34 | 12–15 | 115–119 | Relatório |

## Premiação
| Supercopa Italiana de 2023                       |
| Úmbria                                           |
| ------------------------------------------------ |
| Sir Safety Susa Vim Perugia Campeão (5.º título) |